# Monnina mathusiana
Monnina mathusiana är en jungfrulinsväxtart som beskrevs av Chod.. Monnina mathusiana ingår i släktet Monnina och familjen jungfrulinsväxter. Inga underarter finns listade i Catalogue of Life.